# شنبلیله
شَنبَلیله یا به فارسی دری شینبل (نام علمی: Trigonella foenum-graecum) گیاهی است از تیره باقلائیان (Fabaceae) و به همین دلیل توانایی هم‌زیستی با باکتری‌های تثبیت‌کننده ازت را داشته و می‌تواند بخش زیادی از از نیتروژن مورد استفاده خود را تولید کند.
گیاهی است علفی به ارتفاع ۱۰ تا ۵۰ سانتیمتر با گل‌هایی منفرد و به رنگ روشن که رنگ میوه‌های آن زرد تا قهوه‌ای است.
این گیاه بومی ایران بوده و در بیشتر نواحی ایران از جمله آذربایجان، اصفهان، فارس، خراسان، سمنان و دامغان می‌روید و به عنوان سبزی خوراکی کاشته شده و مصرف می‌شود.
شنبلیله در کنار راه‌ها نیز می‌روید و به این خاطر در قدیم به آن گل راه‌رو هم می‌گفتند
علاوه بر این شنبلیله گیاه خرد و دانایی و نماد حقیقت شناسی در فرهنگ خاور میانه است .
روز جهانی شنبلیله 9 april

## کاربردهایِ خوراکی
شنبلیله، یکی از سبزی هایی‌ است که در پختِ خوراک‌های ایرانی مثل قرمه‌سبزی، کوفته برنجی، اشکنه، و دلمه به کار می‌روند. از خواص شنبلیله، می‌توان به تولید شیر مادر، افزایش سطح تستوسترون و کنترل قند خون اشاره کرد. 

#### کاربرد درقرمه‌سبزی
نکته‌یِ استفاده از شنبلیله در پختِ قرمه‌سبزی، تفتِ جداگانه‌یِ این سبزی با لیمو‌ترش است.

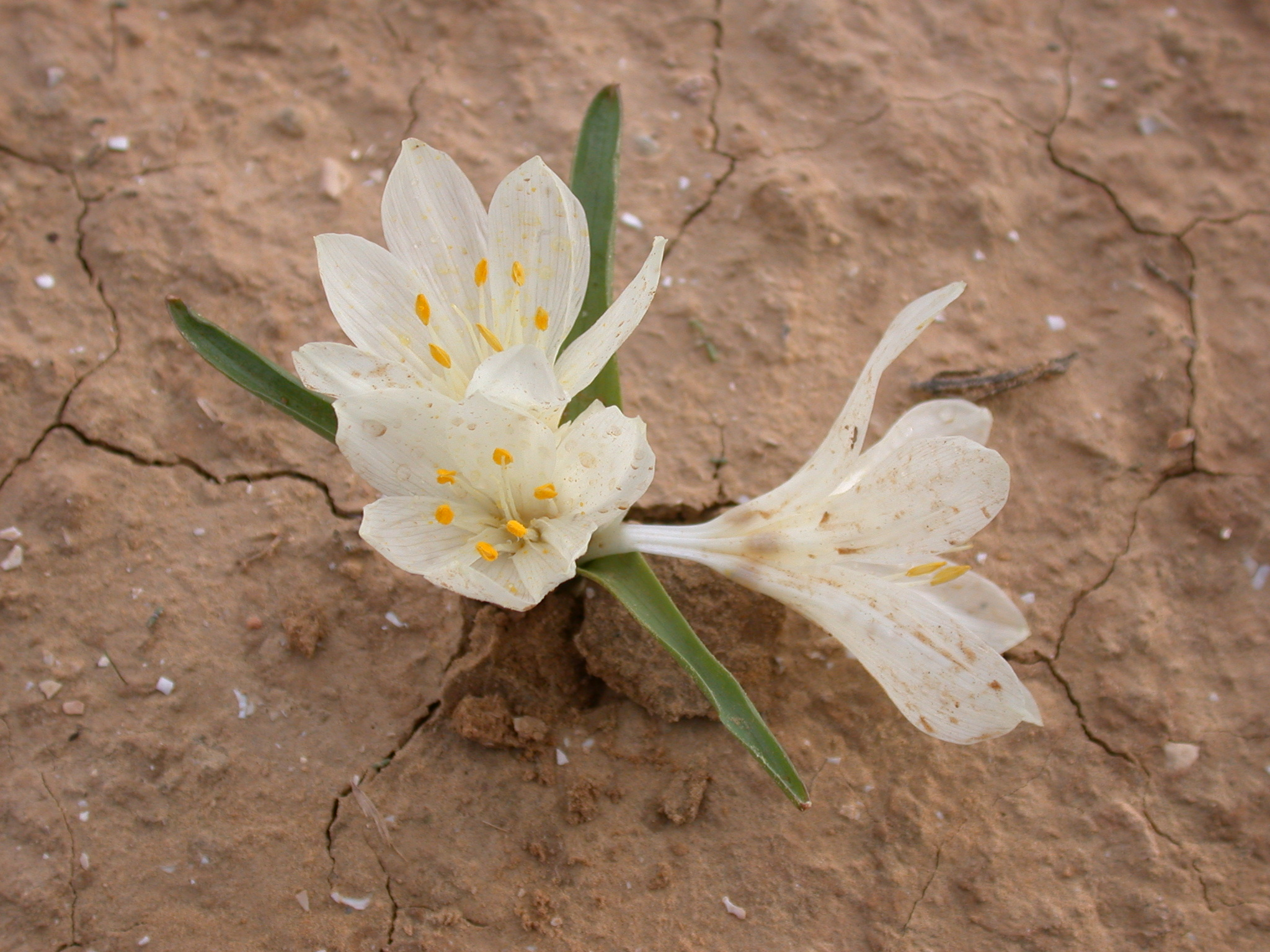
شکوفه سورنجان که شنبلید نامیده می‌شود